# Рорих I фон Рененберг
Рорих I фон Рененберг (на немски: Rorich I von Rennenberg; † между 1292 и 1301) е господар на замък Рененберг над Линц ам Райн в Рейнланд-Пфалц и господар на Хененберг.

## Произход
Той е най-големият син (шестият от петнадесетте деца) на Герхард фон Рененберг († 1270) и съпругата му Бенедикта Валподе фон дер Нойербург († 1270), дъщеря на Ламберт Мударт Валподе фон дер Нойербург († сл. 1219).
Благородническата фамилия фон Рененберг измира през 1585 г.

## Фамилия
Първи брак: пр. 1255 г. с Алверадис († сл. 1255). Те нямат деца.
Втори брак: сл. 1255 г. с Мехтилд фон Вирнебург († сл. 1285), дъщеря на Ернст I (II) фон Вирнебург († сл. 1275). Те имат шест деца:
- Йохан фон Рененберг
- Херман III фон Рененберг († 1331), женен за Агнес († 1312); имат два сина и една дъщеря
- Ернст фон Рененберг († сл. 1320), свещеник в Пир
- Хайнрих I фон Рененберг († 1303), женен за Мехтилд фон Улмен († сл. 1313); имат син и дъщеря
- дъщеря фон Рененберг, омъжена за Валрам фом Щайн
- дъщеря фон Рененберг, омъжена за Дитрих фон Йотгенбах, син на Хайнрих фон Йотгенбах († сл. 1290)